# Клирфилд (Јута)
Клирфилд (енгл. Clearfield) град је у америчкој савезној држави Јута.

## Демографија
По попису из 2010. године број становника је 30.112, што је 4.138 (15,9%) становника више него 2000. године.
| Група             | 2000.          | 2010.          |
| Белци             | 20.515 (79,0%) | 22.286 (74,0%) |
| Афроамериканци    | 938 (3,6%)     | 943 (3,1%)     |
| Азијати           | 731 (2,8%)     | 775 (2,6%)     |
| Хиспаноамериканци | 2.747 (10,6%)  | 4.854 (16,1%)  |
| Укупно            | 25.974         | 30.112         |